# Emilie Nautnes
Emilie Nautnes (1999. január 13. –) norvég női válogatott labdarúgó. Hazájában a Lillestrøm SK támadója.

## Sikerei

### Klubcsapatokban
Norvég bajnok (1):
- Lillestrøm SK (1): 2019

 Norvég bajnoki bronzérmes (1):
- Arna-Bjørnar (1): 2018

 Norvég kupagyőztes (1):
- Lillestrøm SK (1): 2019

### A válogatottban
Norvégia
- Algarve-kupa győztes: 2019